# コサブロマの戦い
コサブロマの戦い（コサブロマのたたかい、スウェーデン語: Slaget vid Kosabroma）は七年戦争中の1761年9月17日にフリートラント近くで戦われたスウェーデン軍とプロイセン軍の間の小規模な戦闘。戦闘は引き分けに終わったが、ベリンクはリューベッカー縦隊を止められず、あと一歩のところで撤退を余儀なくされた。